# 伊戈隆納克
伊戈隆納克（英語：Y'golonac）是克苏鲁神话中的一个邪恶存在，最早出现在拉姆齊·坎貝爾的短篇小说《冷印（Cold Print）》中。
伊戈隆納克是舊日支配者之一，“污穢者”和“惡行與敗德者”，與大部分難以溝通的克蘇魯神明不同，他擁有不低的智慧，能夠與人類展開正常的交流，但其性情比奈亞拉托提普更加扭曲邪惡。
他會接近喜歡禁忌書籍的人們，將他們吸納為奴僕。有時候，單單只是念出伊戈隆納克的名字，便可以把他召喚出來。在受到召喚以後，他有時會將召喚者立為自己的祭司，也有時候會把召喚者吃掉。
其本體被囚禁在某遺跡的磚牆後面，其真身形象不明，但附身人類之後，通常會變化成沒有頭項，左右手手心均有嘴巴的醜陋胖子。